# Canohès
Canohès (katalanisch: Cànoes) ist eine französische Gemeinde mit 6575 Einwohnern (Stand: 1. Januar 2022) im Département Pyrénées-Orientales in der Region Okzitanien. Sie gehört zum Arrondissement Perpignan und ist Teil des Kantons Perpignan-5. Die Einwohner heißen Canouhards.

## Geographie
Durch die Gemeinde führt der Canal de Perpignan. Umgeben wird Canohès von den Nachbargemeinden Toulouges im Norden, Perpignan im Nordosten, Pollestres im Osten, Pontella im Süden und Thuir im Westen.
Am Nordrand der Gemeinde führt die frühere Route nationale 612a (heute als Départementstraße 612a) entlang.

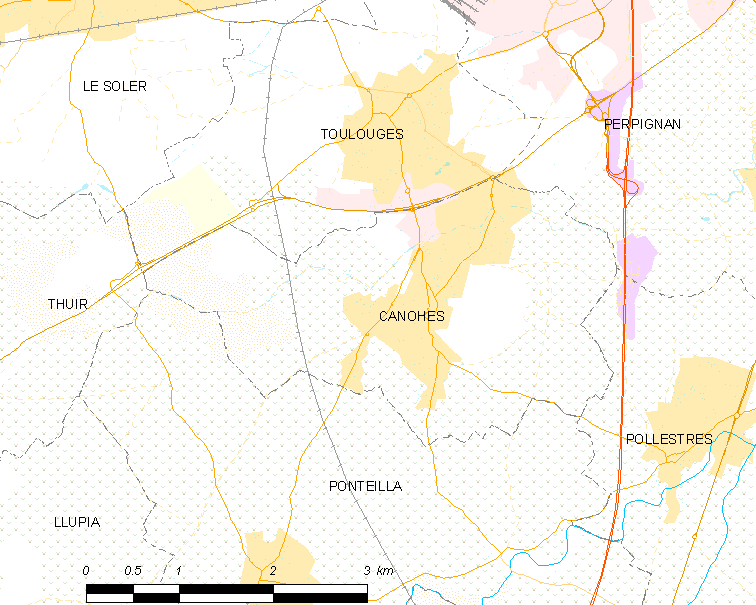
Karte von Canohès

## Geschichte
Erwähnt wurde der Ort erstmals 843 als Kanoas.

## Bevölkerungsentwicklung
| 1962                       | 1968 | 1975 | 1982 | 1990 | 1999 | 2006 | 2011 |
| -------------------------- | ---- | ---- | ---- | ---- | ---- | ---- | ---- |
| 1210                       | 1512 | 2131 | 2908 | 3568 | 4349 | 4771 | 4871 |
| Quellen: Cassini und INSEE |      |      |      |      |      |      |      |

## Sehenswürdigkeiten
- Kirche Saint-Cyr-et-Sainte-Julitte, errichtet im 10. und 11. Jahrhundert, seit 1972 Monument historique

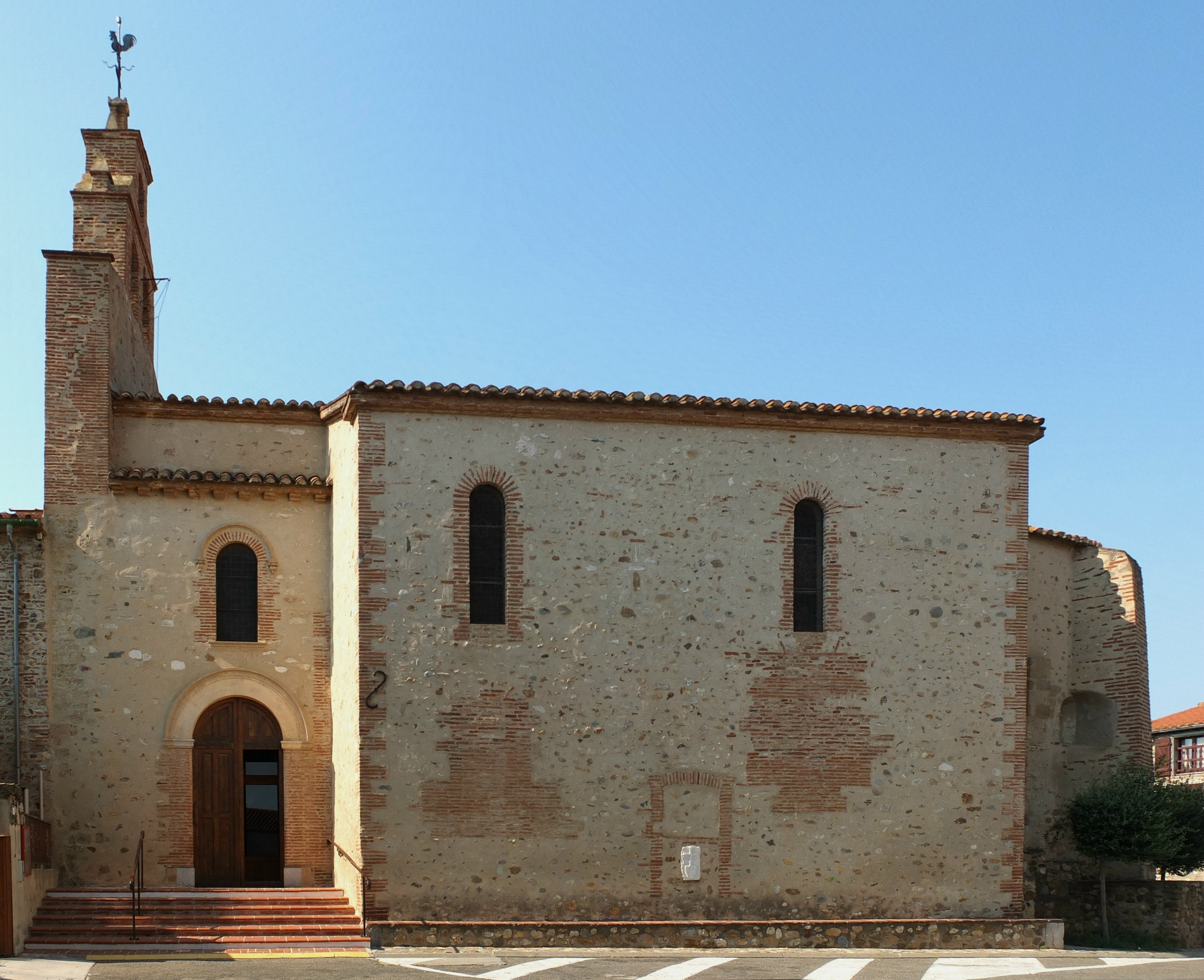
Église Saint-Cyr-et-Sainte-Julitte

- Waschhaus

## Wirtschaft
Die Gemeinde liegt in den Weinbaugebieten Rivesaltes und Côtes du Roussillon. Hier wird unter anderem der Muscat de Rivesaltes angebaut.

## Persönlichkeiten
- Julien Panchot (1901–1944), Kämpfer der Resistance